# Paléontologie virtuelle
La paléontologie virtuelle est l'étude des fossiles à travers des visualisations numériques tridimensionnelles ; cette discipline utilise un ensemble d’outils puissants pour l’analyse et la diffusion de données fossiles. Elle permet alors la présentation des reconstitutions paléontologiques pour présentation aux paléoartistes, aux experts ou au public.

## Techniques
« Les techniques sont divisées en types tomographiques (c'est-à-dire basés sur des tranches) et basés sur des surfaces. La tomographie a une longue histoire prénumérique, mais l'explosion récente de la paléontologie virtuelle résulte principalement des développements de la tomodensitométrie (TDM) à rayons X et des technologies basées sur la surface (par exemple, le balayage laser) ». 

### Méthodes tomographiques destructives
« Les méthodes tomographiques destructives comprennent des formes de tomographie physico-optique (par exemple, meulage en série) ; ce sont des techniques puissantes mais problématiques. La tomographie par faisceau d'ions focalisés (FIB) est une alternative moderne pour les microfossiles ; il est également destructeur mais est capable d'atteindre des résolutions extrêmement élevées ». 

### Méthodes tomographiques non destructives
« Les méthodes tomographiques non destructives incluent les nombreuses formes de tomodensitométrie, qui constituent actuellement les techniques de capture de données les plus largement utilisées, mais ne sont pas universellement applicables. Lorsque la tomodensitométrie n'est pas appropriée, d'autres technologies non destructives (par exemple, tomographie neutronique, imagerie par résonance magnétique, tomographie optique) peuvent s'avérer appropriées »,. 

### Méthodes surfaciques
« Les méthodes basées sur les surfaces fournissent une capture de données portable et pratique pour la topographie et la texture des surfaces, et peuvent être appropriées lorsque la morphologie interne ne présente pas d'intérêt ; les technologies comprennent le balayage laser, la photogrammétrie et la numérisation mécanique ». 

## Méthodes de reconstruction
« Les méthodes de reconstruction qui produisent des visualisations à partir de données brutes sont nombreuses et variées ; la sélection d'un flux de travail approprié dépendra de nombreux facteurs, mais constitue une considération importante qui doit être prise en compte avant toute étude. La grande majorité des fossiles tridimensionnels peuvent désormais être étudiés à l’aide d’une forme de paléontologie virtuelle, et les obstacles à une adaptation plus large s’érodent ». 
« Les problèmes techniques concernant le partage de données restent problématiques. Les développements technologiques se poursuivent ; ces récupérations tomographiques prometteuses des données de composition sont particulièrement pertinentes pour la paléontologie ».